# NGC 5429
NGC 5429 — двойная звезда в созвездии Дева.
Этот объект входит в число перечисленных в оригинальной редакции «Нового общего каталога».